# Ropalopus sculpturatus
Ropalopus sculpturatus är en skalbaggsart som beskrevs av Maurice Pic 1931. Ropalopus sculpturatus ingår i släktet Ropalopus och familjen långhorningar. Inga underarter finns listade i Catalogue of Life.